# Банах Онуфрій Степанович
Ону́фрій Степа́нович Ба́нах  (нар. 24 червня 1934, Галич, нині Тернопільського району Тернопільської області) — український вчений фізико-хімік. Доктор хімічних наук (1992), професор (1994). Член НТШ (1992).

## Життєпис
Народився в селі Галич тодішнього Підгаєцького повіту, фактично передмісті Підгайців у родині українців рільників Степана Івановича Банаха (1892—1955) та Олени Василівни з Іваськевичів (1899—1977). Батько був учасником Першої світової війни, згодом займався транспортуванням худоби до Кракова, у 1949 змушений вступити до місцевого колгоспу. В родині було п'ятеро дітей, ще двоє померли малими. 
Упродовж 1941—1952 навчався у Підгаєцькій середній школі; в останніх класах брав участь у драматичному гуртку Будинку культури с. Галич. 
У 1952 вступив Львівського університету на хімічний факультет, який закінчив 1957 р. У 1957—1960  працював учителем хімії у Підгаєцькій середній школі. Упродовж 1960—1963 навчався в аспірантурі на кафедрі фізичної та колоїдної хімії Львівського університету під керівництвом тодішнього завідувача кафедри доцента Тихона Полонського (1902—1999), який запропонував зайнятися синтезом цеолітів, чи не вперше у Львові.   
У 1963 скерований до Луцька викладачем хімії нововідкритого загальнонаукового факультету, підпорядкованого Львівському університету (у 1963—1967); згодом факультет було перепрофільовано як загальнотехнічний і підпорядковано Київському автомобільно-дорожному інститутові (1968—1971), а 1971 Львівському політехнічному інститутові. У 1970 відновив цеолітні дослідження методом хроматографії під керівництвом Теймураза Андронікашвілі (1928—2013), завідувача хроматографічної лабораторії тбіліського Інституту фізичної та органічної хімії (ІФОХ), який очолював академік Ґеорґій Цицишвілі (1915—2012), лідер Грузинської цеолітної школи. З цією метою у 1971 організував у Луцьку хроматографічну лабораторію. 
Від 1975 до 2003 працював у Львівському медичному інституті молодшим, старшим науковим співробітником (1976), асистентом (1977), доцентом (1992), професором (1994) кафедри загальної, біонеорганічної та фізколоїдної хімії. Тут у серпні 1977 організував хроматографічну лабораторію, започаткувавши новий науковий напрямок — розробку та газохроматографічне дослідження модифікацій синтетичних і природних цеолітів для аналізу забруднень повітря. Від 1977 під його керівництвом функціонує Львівська цеолітно-хроматографічна група (ЛЦХГ). Серед його вихованців кандидати хімічних наук Людмила Стрільчук (Луцьк), Роман Баранський (1938–2010), Ірина Голос, Надія Фартушок, Володимир Роговик, Ірина Жибак. ЛЦХГ організувала кілька міжнародних наукових форумів: Всесоюзну нараду зі сорбентів для хроматографії у Косові Івано-Франківської області (жовтень 1986), три Міжнародні симпозіуми з адсорбції і хроматографії у 1997, 2000, 2003 (всі у Львові). 
У 1995 на базі ЛЦХГ сформувалося Львівське хроматографічне товариство як складова Хроматографічного товариства України. 
Кандидат хімічних наук (1977; ІФОХ, Тбілісі, н. кер. акад. Ґ. Цицишвілі, проф. Т. Андронікашвілі), доктор хімічних наук (1992; Національний університет «Львівська політехніка»). 

## Основні наукові праці
- Молекулярні сита типу цеолітів — новий вид селективних адсорбентів // Проблеми розвитку природничих і точних наук. — Львів, 1964;
- Влияние катионов серебра на хроматографические свойства цеолитов типа Y (соавт.) // Сообщения Академии наук Грузинской ССР, 1974. — Т. 76, № 2;
- Исследование хроматографических свойств цеолитов типа Y, содержащих катионы щёлочных металлов и серебра // Автореф. дисс… канд. хим. н. — Тбилиси, 1977;
- Применение цеолитов для газохроматографического определения загрязнений воздуха окисью углерода (соавт.) // Гигиена и санитария. — 1978. — № 11;
- Фізико-хімічні основи модифікації цеолітів для хроматографічного визначення забруднень повітря // Автореф. дис… д-ра хім н. — Львів, 1992;
- Modified Zeolites in Gas Chromatography for the Analysis of Air Pollutants // Adsorp. Sci Technol. — 1996. — V. 14, № 4 (співавт.);
- Зміна термодинамічних функцій адсорбованих газів на формованих цеолітах CuNaM у хроматографічних колонках // Вісн. Львів. ун-ту. Сер. хім. — 2002. — № 41 (співавт.).
- Ефект малих заміщень катіонів Na+ на К+ у цеолітах типу Y // Журнал Хроматографічного товариства. — 2009. — Т. IX, № 3-4.

## Книги
- Химическая промышленность и охрана окружающей среды (монографія; співавт.). — Київ, 1986;
- Нас єднала ідея наукового пошуку (До історії Львівської цеолітно-хроматоґрафічної групи). — Львів, 2014. — 212 с.